# اتحادیه دو و میدانی لهستان
اتحادیه دو و میدانی لهستان ((به لهستانی: Polski Związek Lekkiej Atletyki)) سازمان اداره کننده ورزش دو و میدانی در کشور لهستان است.
این فدراسیون که در سال ۱۹۱۹ تأسیس شده مقر آن در شهر ورشو قرار دارد.